# Étoile des Deux Lacs
Étoile des Deux Lacs war ein Fußballverein aus Paris, der in der Frühzeit des französischen Fußballs eine dominierende Rolle spielte.
Gegründet wurde Étoile 1898 als Verein der katholischen Kirchengemeinde (frz.: patronage) Saint-Honoré-d’Eylau im XVI. Pariser Arrondissement von dem Priester Biron. Der Klub spielte auf einer Fläche im Bois de Boulogne, nahe zwei kleinen Seen; daher rührt der Vereinsname (dt.: "Stern der zwei Seen").

## Katholische Sportbewegung
Die katholische Sportbewegung war Ende des 19. Jahrhunderts in Frankreich eines der Hauptstandbeine des sich entwickelnden Vereinsfußballs, und auch mancher Klub, der noch heute eine wichtige Rolle spielt, stammt ursprünglich aus diesem Bereich (bekanntestes Beispiel: die AJ Auxerre und ihr Gründer, der Abbé Deschamps). Früher als in Deutschland (Deutsche Jugendkraft/DJK) gab es jedoch westlich des Rheins bereits einen katholischen Landesverband und französische Meisterschaften – und vor dem Ersten Weltkrieg beherrschte Étoile des Deux Lacs zusammen mit Patronage Olier Paris-Arcueil dessen Spielbetrieb.
Die Gemeinden und zahlreiche ihrer Priester förderten den Sport (nicht nur, aber zunehmend auch den Fußball) im Sinne der katholischen Soziallehre als Ausgleich zum Arbeitsalltag und den oft ungesunden Wohnverhältnissen. Insofern waren insbesondere Jugendliche aus dem Arbeitermilieu die Adressaten dieser Vereine; zudem erhoffte man sich dadurch, die Distanz der Jugend gegenüber der Kirche zu vermindern.

## Der Stern von Étoile geht auf
Organisiert war Étoile im Fußballverband FGSPF (Fédération Gymnastique et Sportive des Patronages Français), der seit 1905 – wie die anderen vier daneben bestehenden Verbände auch – jährlich einen Landesmeister ermittelte. 1907 bis 1913 spielten die Sieger der konkurrierenden Verbände (mit Ausnahme des ältesten und größten, der USFSA) auch einen gemeinsamen Meister aus; ab 1914 nahm auch der USFSA-Meister daran teil, so dass diese Trophée de France für die Vereine, die sie gewinnen konnten, einen hohen Stellenwert besaß. Offiziell allerdings zählen heutzutage in Frankreich erst Meistertitel ab der Saison 1932/33.
Die Verbandsmeisterschaft der FGSPF gewann Étoile gleich bei ihrer allerersten Ausspielung (1905), und in einem allerdings inoffiziellen "Endspiel" gegen den USFSA-Meister Gallia Club Paris blieb der Gemeindeverein ebenfalls siegreich. 1906 und 1907 konnte Étoile den FGSPF-Titel verteidigen und erreichte damit 1907 auch die erste Endrunde um die Trophée de France, die nach Siegen über SM Puteaux und FC Simiotin Bordeaux (8:3) ihren Weg in das Pariser Gemeindehaus fand.
Nachdem 1908–1910 der Lokalrivale Patronage Olier und die Bons Gars (dt.: Gute Jungs) aus Bordeaux FGSPF-Titelträger wurden, gewann ihn Étoile des Deux Lacs ab 1911 erneut dreimal in Folge und erreichte wiederum die Endrunden um die Trophée de France. 1911 unterlag der Stern im Finale gegen CA Paris mit 0:1 und 1913 demselben Gegner bereits im Halbfinale mit 2:4; aber 1912 gelang der zweite Gewinn dieser Trophäe: Red Star Paris konnte mit 3:1 bezwungen werden.

## Krieg und Nachkriegszeit
1916 wurde Étoile noch einmal Verbandsmeister; allerdings war der Spielbetrieb infolge des Ersten Weltkriegs massiv eingeschränkt und es fanden auch keine Spiele um die Trophée de France mehr statt. Die Gründung des einheitlichen Fußballverbandes FFF führte dazu, dass ab 1919 auch die Titel der zunächst fortbestehenden FGSPF kaum noch zur Kenntnis genommen wurden.
Immerhin erregten die Kicker aus dem XVI. Arrondissement bei dem 1918 eingeführten einheitlichen französischen Pokalwettbewerb, der Coupe de France, wenigstens noch bescheidene Aufmerksamkeit: bei seiner ersten Austragung erreichte man das Achtelfinale, 1919, 1920 und 1922 jeweils die Runde der letzten 64 Mannschaften. Nach 1922 trat der Verein nicht mehr in Erscheinung und wurde vermutlich zu dieser Zeit aufgelöst.

## Erfolge
- Verbandsmeister der katholischen FGSPF: 1905, 1906, 1907, 1911, 1912, 1913, (1916)
- Landesmeister (Trophée de France): 1907, 1912
- Französischer Pokalsieger: Fehlanzeige

## Französische Nationalspieler
Die Zahl der Länderspiele für Étoile des Deux Lacs und der Zeitraum dieser internationalen Einsätze sind in Klammern angegeben
- Henri Bellocq (6, 1909–1911, erzielte dabei ein Tor)
- Gilbert Brebion (1, 1909)
- Jean Ducret (16, 1910–1913, erzielte dabei zwei Tore) danach vier weitere Länderspiele für einen anderen Verein
- D. Mercier (3, 1910)
- Maurice Meunier (1, 1909)
- Henri Mouton (5, 1909–1910, erzielte dabei ein Tor)
- Maurice Olivier (6, 1910–1914)
- Félix Romano (1, 1913, erzielte dabei ein Tor) hat unter dem Namen Felice Romano 1921–1924 fünf weitere Länderspiele für Italien bestritten
- Paul Romano (3, 1911–1912)
- Henri Sellier (1, 1910)
- Auguste Tousset (2, 1910–1913, erzielte dabei ein Tor)